# Крушкик
Крушкик је насељено мјесто на подручју града Градишка, Република Српска, БиХ. Према попису становништва из 1991. у насељу је живјело 1.074 становника.

## Становништво
| Националност       | 1991.        | 1981.        | 1971.        |
| Срби               | 732 (68,15%) | 571 (63,58%) | 438 (70,53%) |
| Муслимани          | 197 (18,34%) | 156 (17,37%) | 104 (16,74%) |
| Хрвати             | 32 (2,97%)   | 23 (2,56%)   | 34 (5,47%)   |
| Југословени        | 75 (6,98%)   | 105 (11,69%) | 0            |
| остали и непознато | 38 (3,53%)   | 43 (4,78%)   | 45 (7,24%)   |
| Укупно             | 1.074        | 898          | 621          |

| Демографија | Демографија | Демографија |
| Година      | Становника  | Становника  |
| ----------- | ----------- | ----------- |
| 1961.       | 227         |             |
| 1971.       | 621         |             |
| 1981.       | 898         |             |
| 1991.       | 1.074       |             |